# Édifice du Storting
L'édifice du Storting (en norvégien : Stortingsbygningen) est un bâtiment situé à Oslo en Norvège. Il abrite le Storting, parlement monocaméral du pays. Il est situé au 22 Karl Johans gate dans le centre de la ville.
Il a été conçu par Emil Victor Langlet (en) et construit entre 1860 et 1866.

## Histoire

### Les prémices
À la suite de la création du Storting par la constitution norvégienne de 1814, le nouveau parlement siège dans l’école de la cathédrale de Christiania, ancien nom de Oslo.
Des propositions de construction d'un propre bâtiment parlementaire ont été présentées. Le parlement a même voté contre une proposition du gouvernement de créer un tel bâtiment en 1833. Mais en 1836, les travaux visant à établir un bâtiment permanent ont commencé. Douze sites situés dans le centre d'Oslo sont alors étudiés pour accueillir l’édifice. Le gouvernement décide alors de le construire dans le parc du palais, ce qui est adopté par le parlement.

### Concours et construction (de 1856 à 1866)
Un concours est alors organisé pour l’architecture du bâtiment en 1856. Les vainqueurs, annoncés par le ministre des finances l'année même, sont les architectes allemands Wilhelm von Hanno et Heinrich Ernst Schirmer (en). Cependant le parlement rejette le projet car selon lui, l’édifice néogothique ressemblant trop à une église.

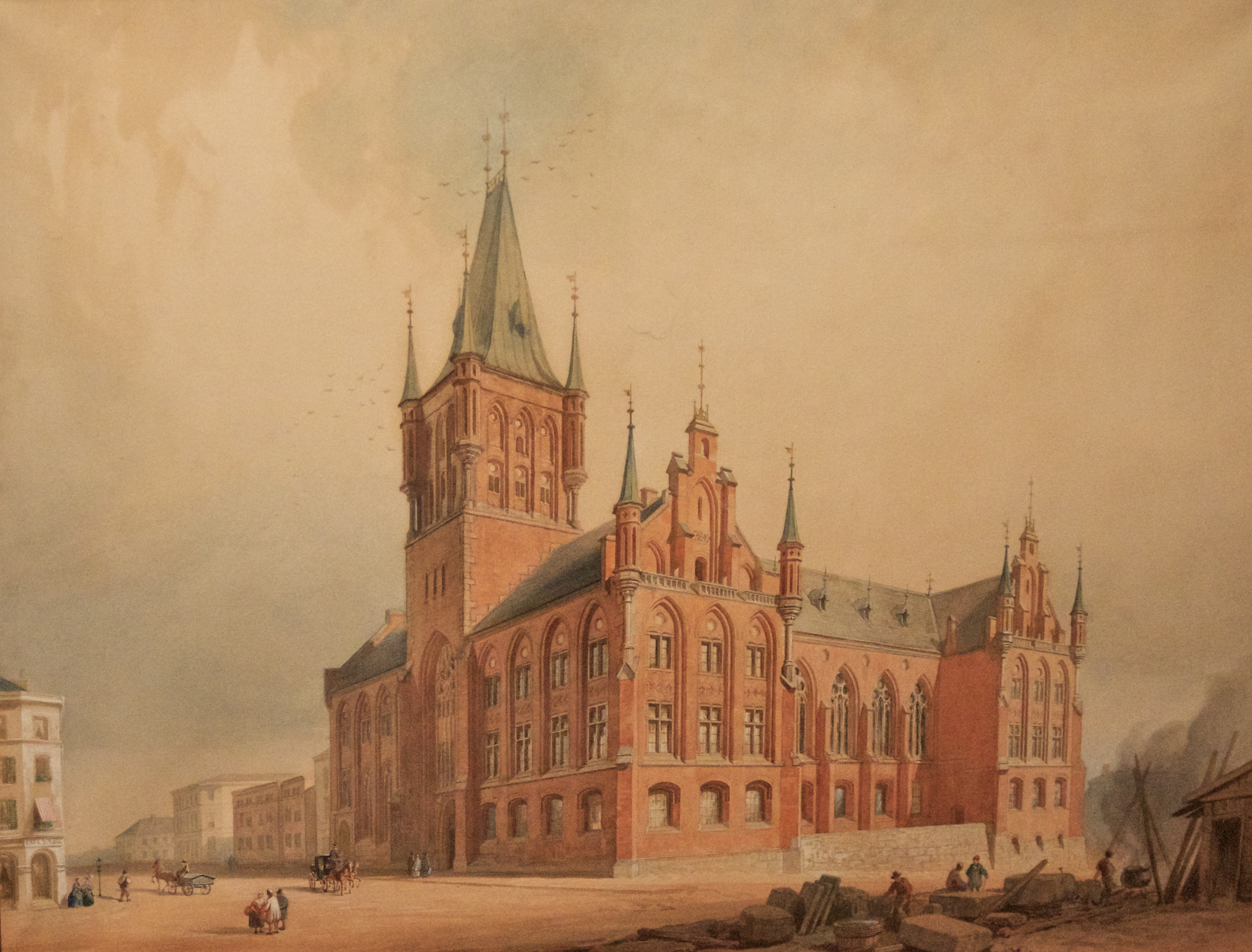
La proposition de et Wilhelm von Hanno qui a remporté le concours de 1856, mais a finalement été rejetée.

C’est alors l’architecte suédois Emil Victor Langlet (en) qui est désigné par 59 voix contre 47 le 18 mai 1860 après trois années de débat sur le nouvel édifice. L’architecte s’est inspiré des dessins d’un projet de façade, pour le Palais du Louvre à Paris par Le Bernin, pour concevoir son édifice.
La construction commence le 3 août 1860 et la première pierre est posée le 10 octobre 1861. Le parlement s'installe le 5 mars 1866.

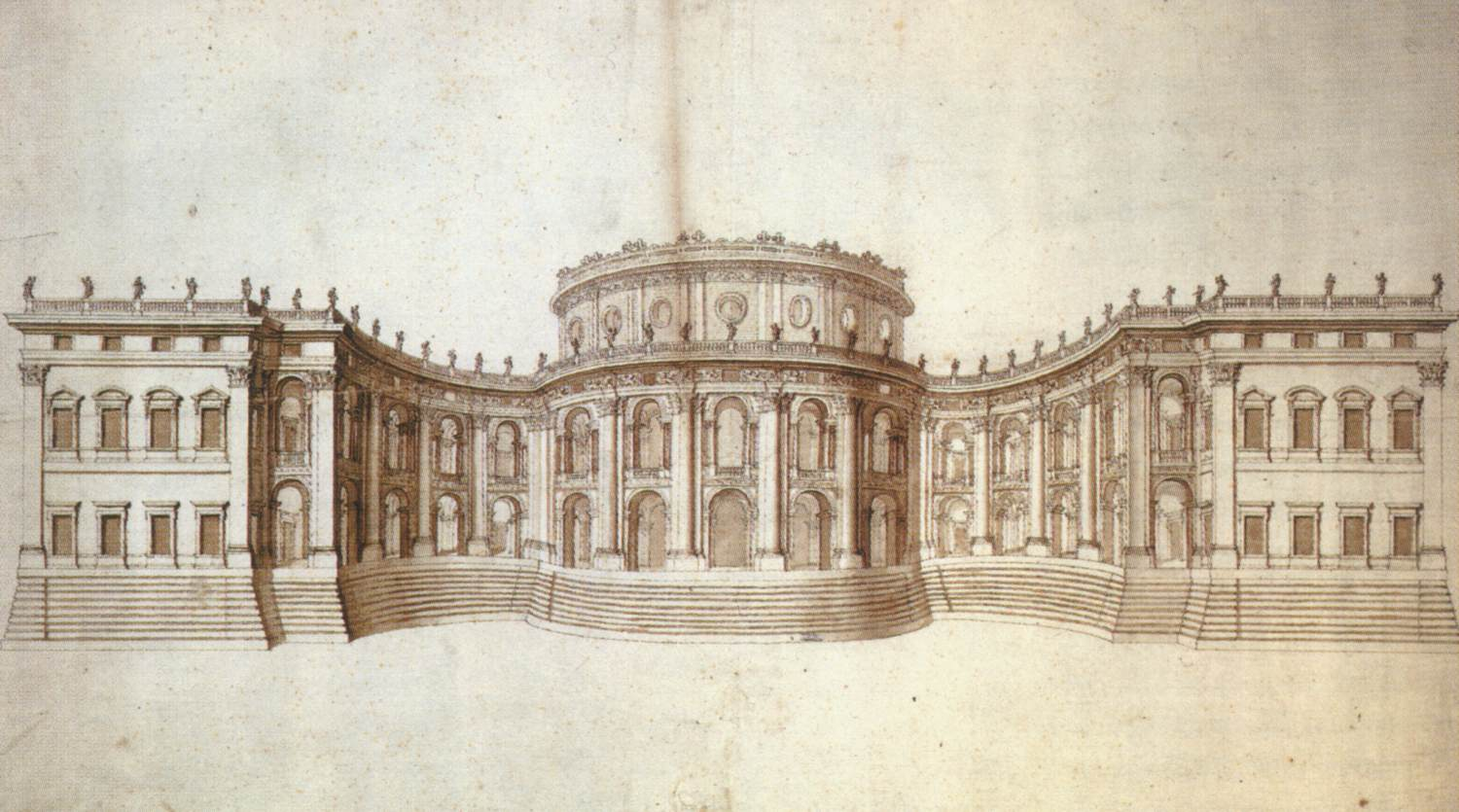
Dessin du Bernin pour le Louvre dont s’est inspiré Langlet.

### De 1940 à nos jours
Lors de l'invasion allemande de la Norvège le 9 avril 1940, le Storting déménage et tient deux réunions, une dans un cinéma à Hamar et une autre à l'Elverum folkehøgskole. Les autres réunions pendant la Seconde Guerre mondiale ont eu lieu à l'étranger. Pendant la guerre, le bâtiment a été repris par les forces allemandes, et d'abord utilisé comme caserne. Plus tard, le Reichskommissar Josef Terboven et son administration emménagent dans le bâtiment. La chambre du Lagting est alors réaménagée, avec le plafond abaissé et l'intérieur redécoré avec des panneaux d'acajou et un style fonctionnel,.

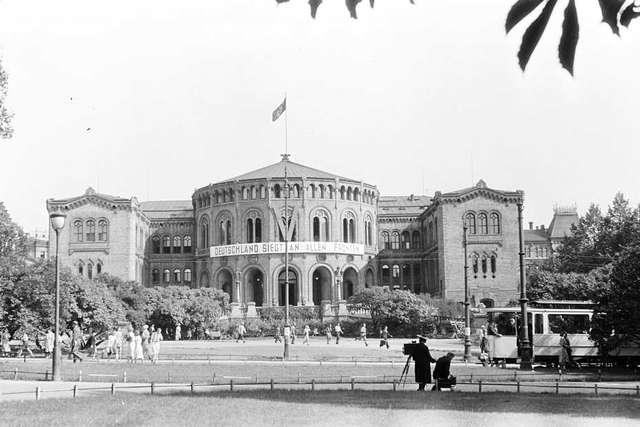
Le bâtiment du Parlement de Norvège sous l'occupation nazie pendant la Seconde Guerre mondiale. On voit le drapeau à croix gammée flottant, le slogan Deutschland siegt an allen Fronten (l'Allemagne est victorieuse sur tous les fronts) et le signe V allemand sur le devant du bâtiment.

De 1951 à 1959, un immeuble de bureaux de quatre étages a été construit à l'arrière du bâtiment. La cour a été remplie et la chambre est agrandie. Ce travail a été dirigé par l'architecte Nils Holter (1899-1995).
En 2016 le 150e anniversaire de sa construction est célébré avec des expositions et des activités.

## Architecture
Le bâtiment est construit en brique jaune et un sous-sol en granit gris clair. C'est une combinaison de plusieurs styles, y compris des inspirations de France et d'Italie. Une caractéristique de l’édifice est la façon dont la salle plénière est située dans la section semi-circulaire en face du bâtiment, par opposition au centre du bâtiment. L'arrière du bâtiment reflète la façade de l'avant, avec la salle de réunion de la chambre législative du Lagting, désormais abolie. 

### Extérieur
À l’extérieur on retrouve une façade principale symétrique avec un demi-cercle au milieu. Les deux ailes qui s'étendent de chaque côté sont selon Langlet pour « ressembler à des bras tendus pour accueillir les représentants du peuple, ou avec eux toute la nation ».  
Le demi-cercle reflète sa fonction de lieu de rencontre du parlement norvégien derrière les grandes fenêtres romanes en arc rond.
Langlet était déterminé à ce que l'architecture extérieure reflète ce qui se passait à l'intérieur du bâtiment. Il a été le premier architecte parlementaire à rendre visible la fonction du bâtiment en tant que lieu de rencontre politique en permettant à la forme semi-circulaire de la salle du Storting d'être également visible de l'extérieur.

### Intérieur
L’intérieur du bâtiment a été également conçu par Langlet lui-même.
On y retrouve la salle plénière du Storting qui accueille aujourd'hui les 169 députés et tous les membres du gouvernement. La salle est créée comme un théâtre grec, où les députés sont assis dans un demi-cercle construit sur sept niveaux avec un parterre rouge. Un déambulatoire avec des piliers soutient la galerie publique qui reproduit la forme de la salle. Les députés font face au podium et à la tribune de la présidence du parlement. 

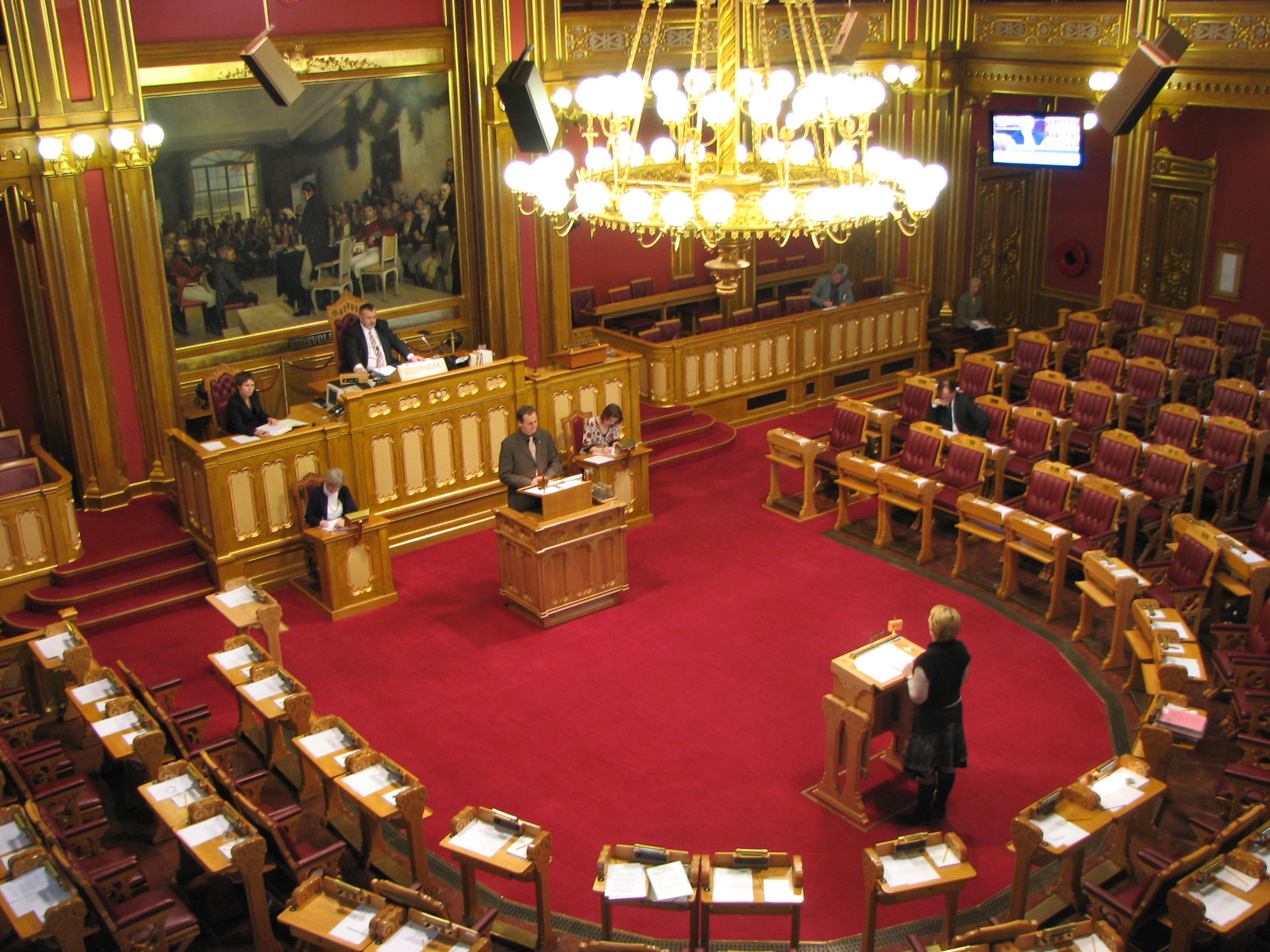
La chambre du Storting avec vue sur la tribune.

Chaque année au début du mois d'octobre la Chambre est convertie en salle du trône.
Le podium et la tribune sont temporairement retirés, et un trône royal avec un auvent de velours est installé pour l'arrivée du roi.

## Affaire des surcoûts de travaux
Olemic Thommessen annonce le 8 mars 2018 qu'il démissionne de son poste de président après un scandale de surcoûts ayant entaché des travaux autour de l'enceinte parlementaire. La facture liée à la construction d'un tunnel d'accès au Parlement et à la rénovation d'un bâtiment attenant aurait doublé en trois ans, pour atteindre près de 2,3 milliards de couronnes (237 millions d'euros).

## Galerie

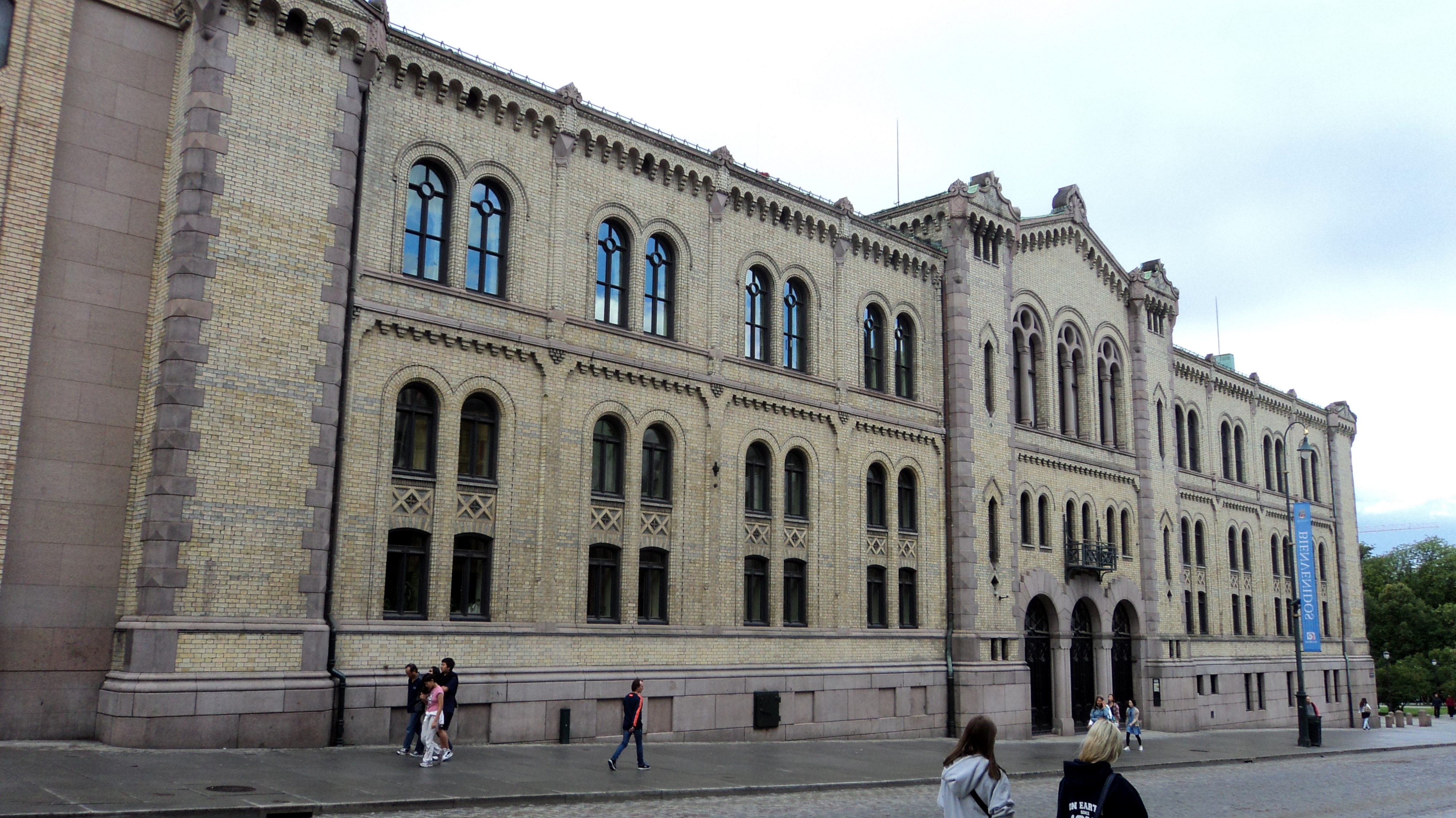
Vue arrière du bâtiment.
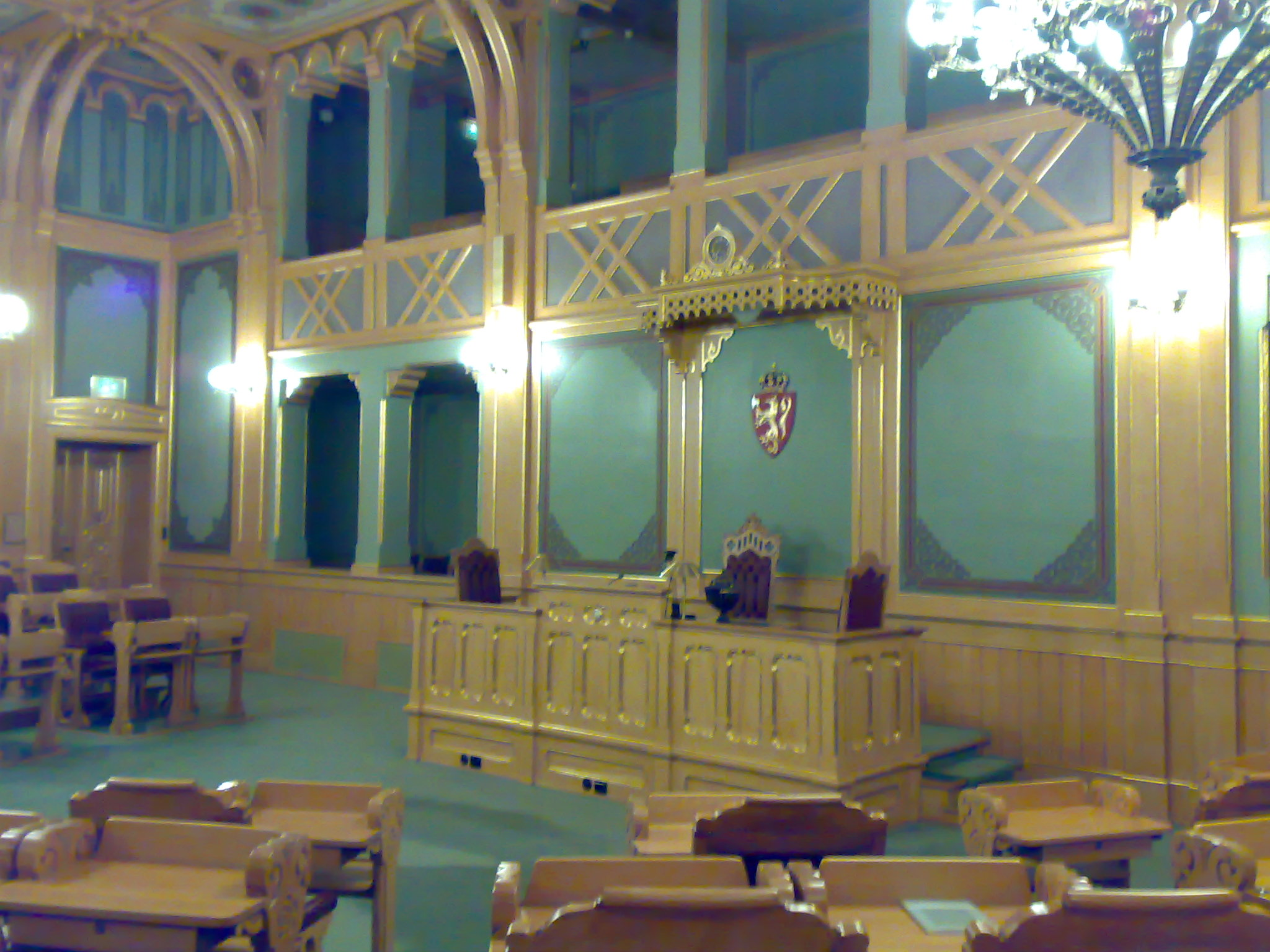
Ancienne salle du Lagting aujourd’hui aboli.